# Сестола (Модена)
Сестола (итал. Sestola) је насеље у Италији у округу Модена, региону Емилија-Ромања.
Према процени из 2011. у насељу је живело 1229 становника. Насеље се налази на надморској висини од 993 м.

## Становништво
Према резултатима пописа становништва 2011. у општини је живело 2.602 становника.
| 1931. | 1936. | 1951. | 1961. | 1971. | 1981. | 1991. | 2001. | 2011. |
| ----- | ----- | ----- | ----- | ----- | ----- | ----- | ----- | ----- |
| 3.932 | 3.942 | 4.066 | 3.554 | 3.029 | 2.880 | 2.756 | 2.670 | 2.602 |